# Arkangel
Arkangel es una banda venezolana de heavy metal y hard rock que se formó en la ciudad de Valencia, Venezuela, en el año 1978 con el nombre de Power Age. Es probablemente la banda de heavy metal con la carrera más larga, continuada y antigua de Iberoamérica, con más de 45 años de actividad ininterrumpida.

## Historia
Sus integrantes originales fueron los hermanos Picozzi (Giorgio y Giancarlo), Breno Díaz,  Freddy Marshall y Paul Silvestre Gillman. Tras varias presentaciones en su ciudad de origen así como en Caracas, captaron la atención del locutor Alfredo Escalante, ya que la banda tenía un sonido y un show en vivo poco común entre las bandas venezolanas de aquella época.
Escalante presentó a Power Age en su programa de televisión La Música que Sacudió al Mundo, y por los resultados de esa presentación se animó a ser mánager de la banda.
La banda realizó una gira por varias ciudades venezolanas, en medio de la cual consiguieron firmar un contrato discográfico con el sello Corporación Los Ruices (Color). Salvador Pérez, el ejecutivo del sello, recomendó un cambio en el nombre a la banda, rebautizándose como Arkangel en 1981, y en ese mismo año, en el mes de octubre se estrenó el disco homónimo "Arkangel".
Arkangel apareció en el filme venezolano Cangrejo, del cineasta venezolano Román Chalbaud, y cuatro de sus canciones formaron parte de la banda sonora del mismo.
En 1982, grabaron su segundo disco titulado "Rock Nacional", el cual contaba con una cara grabada en directo.
El año siguiente la banda incorpora teclados, obteniendo su tercer vinilo, titulado "Represión Latinoamericana", con el cual se dieron a conocer en otros países de habla hispana. Esta producción consta de líricas de temática social. A mediados de 1984, Paul Gillman abandona al Arkangel, para comenzar su carrera solista junto a su banda de nombre: Gillman, y Mickey Tedeschi, quien había entrado en la banda como tecladista para el álbum "Represión Latinoamericana" ejerce como el vocalista de la banda, desde ese momento. En septiembre de 1988, Paul Gillman y Arkangel se reúnen en un concierto llamado "El Reencuentro".
A finales de la década de los 80, y principios de los 90, con los trabajos "La Respuesta" (recopilatorio de varias bandas, donde incluyen 2 temas, ambos, en la voz de Mickey Tedeschi), y "No Más Apariencias" (maxi-single grabado con la voz de Sergio Marín), respectivamente, Arkangel desarrolló una transformación en su estilo, tornándose más comercial, probablemente por exigencias del sello disquero.
En octubre de 1992, los hermanos Picozzi, se unen a la banda Gillman, para telonear en el Poliedro de Caracas, durante 2 noches a los británicos de Iron Maiden. Los representantes venezolanos tenían entonces una formación de 3 guitarristas al igual que los ingleses. Hecho histórico en el Rock latinoamericano, y en el cual, los hermanos Giorgio y Giancarlo Picozzi fueron protagonistas.
"Inmortal" fue el álbum siguiente, grabado en 1993, y publicado en 1994 de manera independiente, donde el grupo retoma sus raíces metaleras, teloneando a artistas internacionales de la talla de Joe Perry, Rick Wakeman, Scorpions, REO Speedwagon, entre otros. La formación de la banda para esa grabación incluía la voz principal de José Gregorio Spindola. Luego en 1994, y 1995, salen de la banda, José Gregorio Spindola, y Breno Díaz, respectivamente, y son sustituidos por Joad Manuel Jiménez en la voz, y Felipe Arcuri en el bajo.
En el año 2000, se lanza la producción "El Ángel de la Muerte", que incluyó temas con diferentes matices dentro del género rock, teniendo al frente, la voz de Joad Manuel Jiménez. 
En el 2002, Joad deja la banda, y más tarde es sustituido por Luis González. En el 2003,  Freddy Marshall, uno de sus guitarristas, decide abandonar el grupo, ingresando como sustituto, el músico Carlos Arvelo en el año 2004.
Entre el 2005, y el 2009, los hermanos Picozzi, y Paul Gillman, miembros originales del Arkangel, vuelven a reunirse, para una serie de presentaciones en Venezuela, y Colombia, bajo la denominación de Arkangel Reunión, y donde tocaron solo temas de sus tres primeros trabajos discográficos. En la formación los acompañaron, 2 integrantes del Arkangel en ese momento, Felipe Arcuri en el bajo, y Carlos Arvelo en las guitarras. González permanece como vocalista de la banda.
En 2008, se estrena el álbum "MMVII" con Luis González en la voz. 
En el año 2009 y luego de un breve paso del señor Henry 'Ox' Vélez en las voces como sustituto de Luis González, ingresa Eduardo Pargas como el nuevo vocalista. Más tarde, ingresan a la banda: Nicolás 'Tato' Barrera en sustitución de Víctor Peña, quién a su vez entró por Carlos 'Pescaito' Arvelo, en las guitarras, y Jean Robert 'Lord' Puccia en los teclados (quién se desempeñaba hace algún tiempo como músico invitado en las giras), como miembro oficial de la banda.
En agosto del 2015 se produce el regreso de Joad Manuel Jiménez a los micrófonos de la banda. Y para celebrar el regreso de Joad, a finales del 2015, comenzaron la Gira "Rock Inmortal Tour 2015-2016", que dijo presente en las ciudades de Barquisimeto, Valencia, y Caracas, en Venezuela; y en Medellín, y Bogotá, en Colombia. A finales de mayo del 2016, el vocalista Joad Manuel Jiménez deja Venezuela para buscar nuevos horizontes en Argentina, razón por la cual, Arkangel anuncia a principios de junio de ese mismo año, el regreso a la banda como su vocalista de Eduardo Pargas. 
El 2017 trae la incorporación a la banda de una nueva voz, Deibys Artigas, y desde noviembre de 2018, tiene una participación alterna con el vocalista Eduardo Pargas. Mientras, Felipe Arcuri cumple compromisos en el extranjero, Juan Coronel, lo sustituye en el bajo para los conciertos previstos en Venezuela. 
En julio de 2018, la banda anuncia un nuevo trabajo discográfico con Deibys Artigas. En junio de 2019, a través de sus redes sociales, anuncian que "Theâtrum Timorem" es el título del álbum, con temas inéditos de la banda, y en octubre de ese mismo año, hacen público, la portada de dicho trabajo discográfico. Y finalmente, el 1 de diciembre es publicado oficialmente el nuevo álbum. Además, comienzan a preparar un recopilatorio de su trayectoria.
En diciembre de 2020, acompañando el lanzamiento de una cerveza artesanal tipo IPA, fabricada por la Cervecería Miss, que lleva su nombre, lanzan una versión blues de su clásico tema 'Libertad', el cual titularon 'Libertad (El Blues de la Libertad)'. A principios de noviembre de 2021, anuncian una nueva formación, al incorporarse en la voz, Douglas Illich Rodríguez, y Dieter Cedeño en el bajo. Felipe Arcuri pasa a ser el productor ejecutivo de la banda. A finales de ese mes participan en el Festival Otro Beta, en Maracay y Valencia, compartiendo tarima con varias bandas venezolanas. El 6 de diciembre lanzan en formato digital, el primer volumen de un total de 3, del recopilatorio de su trayectoria titulado "Platinum", y el cual será editado en físico al completar todos los volúmenes.
En mayo de 2022, sale Dieter Cedeño, y regresa Henry 'Ox' Vélez, está vez cómo bajista de la banda, en sustitución de Cedeño, y Arcuri se mantiene como el bajista en los compromisos internacionales. En julio, son cabezas de cartel del Sonográfica Rock Fest, por varias ciudades de Venezuela, junto a otra legendaria banda del heavy rock en dicho país de nombre Grand Bite, y acompañados de otras agrupaciones.

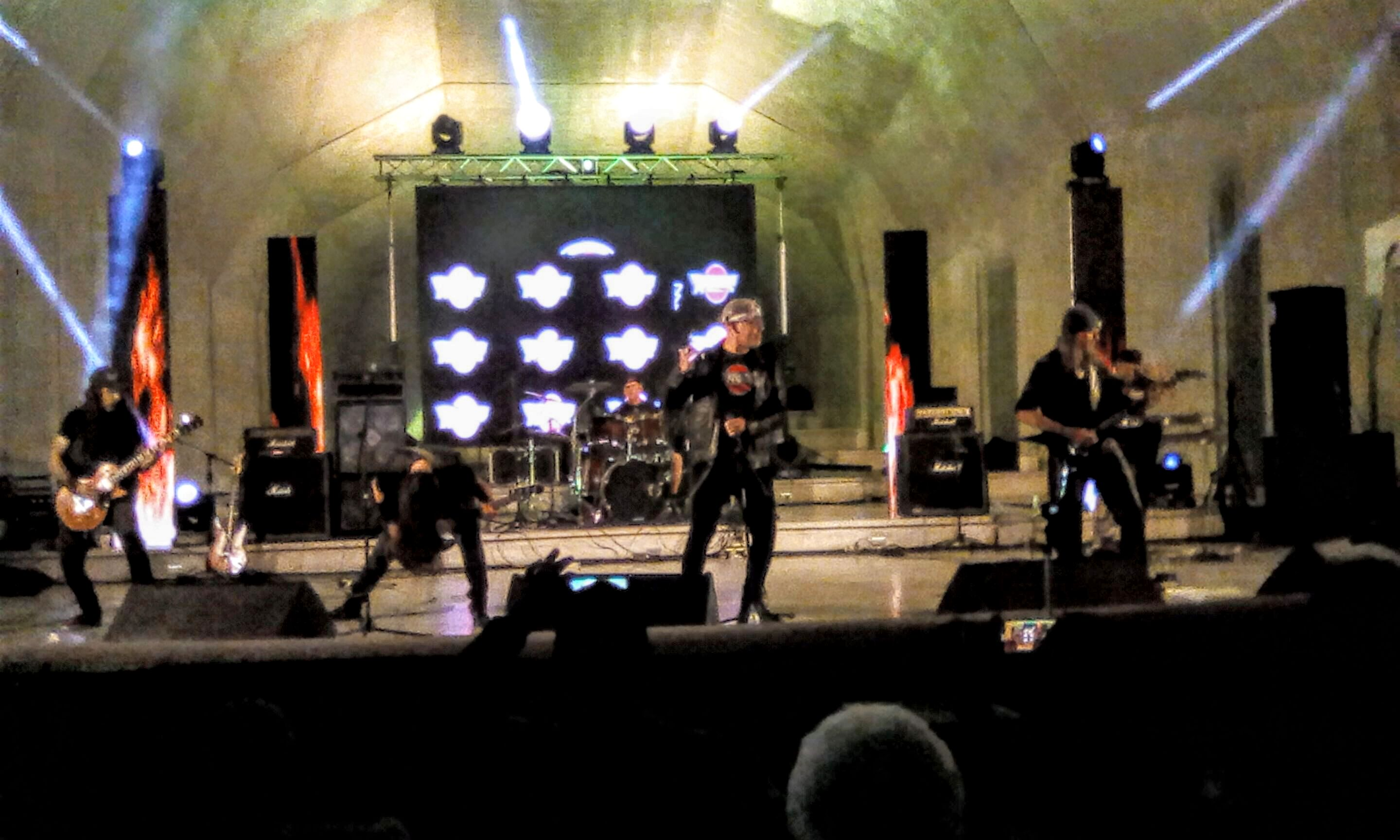
Arkangel en el Sonográfica Rock Fest en Maracay, Venezuela, el 22 de julio de 2022

En septiembre, entra Aquiles Cortina como tercer guitarrista a la banda, cuya entrada se oficializó el 5 de noviembre en concierto realizado en la ciudad de Guacara, pasando el tecladista 'Lord' Puccia nuevamente a desempeñarse como músico invitado en las giras. Primera vez en la historia de la banda en la cual es conformada por 3 guitarristas. Pero, dura poco tiempo, ya que a finales de diciembre salen de la agrupación, Aquiles Cortina, y Henry Vélez.
El 4 de febrero de 2023, entra Elio Díaz, oficialmente a la banda, como su nuevo bajista  en sustitución de Vélez.
Arkangel ha realizado giras exitosas por países como Colombia, y Ecuador, donde sus temas son coreados por una gran legión de seguidores. Además de las bandas mencionadas anteriormente, también han compartido tarima con Kiss, DIO, Barón Rojo (en Colombia, y Venezuela), Rata Blanca, A.N.I.M.A.L., Kraken, Overkill, Harlequin, Testament, Fear Factory, y Paul Di'Anno, entre otros. Han formado parte de carteles de grandes festivales como Rock a lo Paisa (Medellín, Colombia), y Gillmanfest (Venezuela).

## Miembros
- Douglas Illich Rodríguez - Voz principal
- Giancarlo Picozzi - Guitarras y voces
- Nicolás Barrera - Guitarras y voces
- Felipe Arcuri - Bajo y voces
- Elio Díaz - Bajo y voces
- Giorgio Picozzi - Batería y arreglos

### Cronología
Cronología de los miembros actuales, y exintegrantes de la banda, a lo largo de su historial, incluyendo sus tres primeros años con el nombre de Power Age.

## Discografía

### Álbumes
- Arkangel (1981)
- Rock nacional (1982)
- Represión Latinoamericana (1983)
- Inmortal (1994)
- El ángel de la muerte (2000)
- MMVII (2008)
- Theâtrum Timorem (2019)

### EP
- No más apariencias (1992)

### Recopilatorios
- La Respuesta (1987)
- Platinum (2021)

### Sencillos
- «Libertad (El Blues de la Libertad)» (2020)